# Liste de ponts de la Martinique

## Ponts de longueur supérieure à 100 m
Les ouvrages de longueur totale supérieure à 100 m du département de la Martinique sont classés ci-après par gestionnaires de voies.

### Routes nationales
- Pont sur le Trou au Diable emprunté par la RN 5 à Sainte-Luce

## Ponts de longueur comprise entre 50 m et 100 m
Les ouvrages de longueur totale comprise entre 50 et 100 m du département de la Martinique sont classés ci-après par gestionnaires de voies.

### Routes départementales
- Pont du Précheur

## Ponts présentant un intérêt architectural ou historique
Les ponts de la Martinique inscrits à l’inventaire national des monuments historiques sont recensés ci-après.
- Pont la Falaise - L'Ajoupa-Bouillon - XXe siècle
- Pont de la Campbeilh - Le Carbet - XXe siècle
- Pont dit Viaduc - Le Carbet - XVIIIe siècle
- Pont - Le Carbet - XXe siècle
- Pont - Sainte-Marie - XIXe siècle
- Pont Militaire en bordure de la rivière Roxelane - Saint-Pierre - XIXe siècle
- Pont Roche - Saint-Pierre - XVIIIe siècle
- Pont sur la Roxelane - Saint-Pierre - XVIIIe siècle
- Pont Verger - Saint-Pierre - XIXe siècle
- Pont de l'Habitation Ressource - La Trinité - XIXe siècle
- Pont Durand de La Trinité - La Trinité - XVIIIe siècle ; XIXe siècle

## Sources
Base de données Mérimée du Ministère de la Culture et de la Communication.